# ジョン・サマーズ (初代サマーズ男爵)

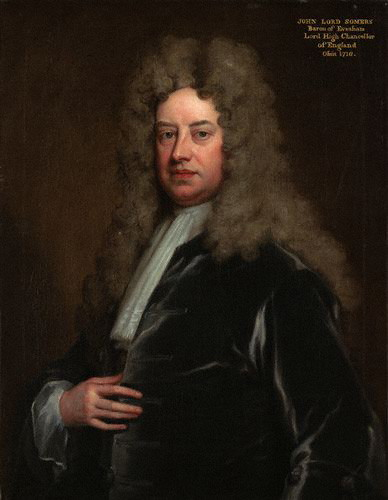
サマーズ男爵ジョン・サマーズ（ゴドフリー・ネラー画）

サマーズ男爵ジョン・サマーズ（John Somers, Baron Somers, PC, FRS, 1651年3月4日 - 1716年4月26日）は、イギリスの貴族・政治家。弁護士から政治家に転身、イギリスの指導者層にまで上り詰めた。

## 生涯
1651年、ウスターシャーで同名の弁護士ジョン・サマーズの息子として生まれた。ウォルソールのグラマースクール、オックスフォード大学のトリニティ・カレッジを出てミドル・テンプルで法律を勉強、1676年に弁護士に就職した。
政治家ではなかったがホイッグ党と親密になり王位排除法案を支援、1688年にイングランド王ジェームズ2世の信仰自由宣言に反対して投獄された7人の主教裁判では弁護に努め注目された。同年に名誉革命が起こりジェームズ2世が逃亡、新たに即位したウィリアム3世・メアリー2世夫妻に忠誠を誓い、翌1689年に法案作成委員会に属して権利章典の起草に尽力した。また、ジェームズ2世が退位してウィリアム3世・メアリー2世が即位したとする下院の宣言を掲げ革命の正当性を主張、反対する上院を納得させて両者の即位に貢献した。
これらの功績が認められ、法務次長職を与えられ政界に進出、1692年に法務総裁に昇進、翌1693年には国璽尚書に任命された。そしてホイッグ党中心の政権（ジャントー）が誕生するとその一員に選ばれ、1695年からウィリアム3世不在のイングランド国政を任されるメンバーの1人にまでなった。同年の銀貨改鋳問題ではジョン・ロックやアイザック・ニュートン、同じジャントーのハリファックス伯チャールズ・モンタギューらと共に取り組み、1697年にウィリアム3世から男爵に叙せられ大法官に転任した。また、1698年から1703年まで王立協会の会長も務めた。
しかし、トーリー党が議会で勢力を伸ばすと批判にさらされ、私掠船船長キャプテン・キッドへの出資及びキッドの海賊化に対する責任追及、スペイン領土相続問題に絡みウィリアム3世とフランスの極秘交渉に協力していたことを非難され1700年に大法官を罷免、翌1701年に弾劾裁判を受けた（裁判は中止、罪に問われずに終わる）。1702年にウィリアム3世が亡くなりアンが即位すると政権から遠ざけられたが、1706年にスコットランドとイングランドの合同交渉委員に選ばれ批准にこぎつけ、1708年に枢密院議長として与党に復帰、アンの信頼を得て相談役として政治に携わった。
1710年、トーリー党のロバート・ハーレーとヘンリー・シンジョンらに政権を奪われると枢密院議長を辞任して再度下野、1714年にアンが死去、遠縁のジョージ1世が即位してハーレーらが失脚すると無任所大臣に選ばれ、2年後の1716年に65歳で亡くなった。独身で子供が無いためサマーズ男爵位は1代で消滅したが、姉妹メアリーはチャールズ・コックスと結婚、1784年に2人の孫である大甥のチャールズ・コックスが新設の形でサマーズ男爵に叙せられた。